# Side Impact Protection System

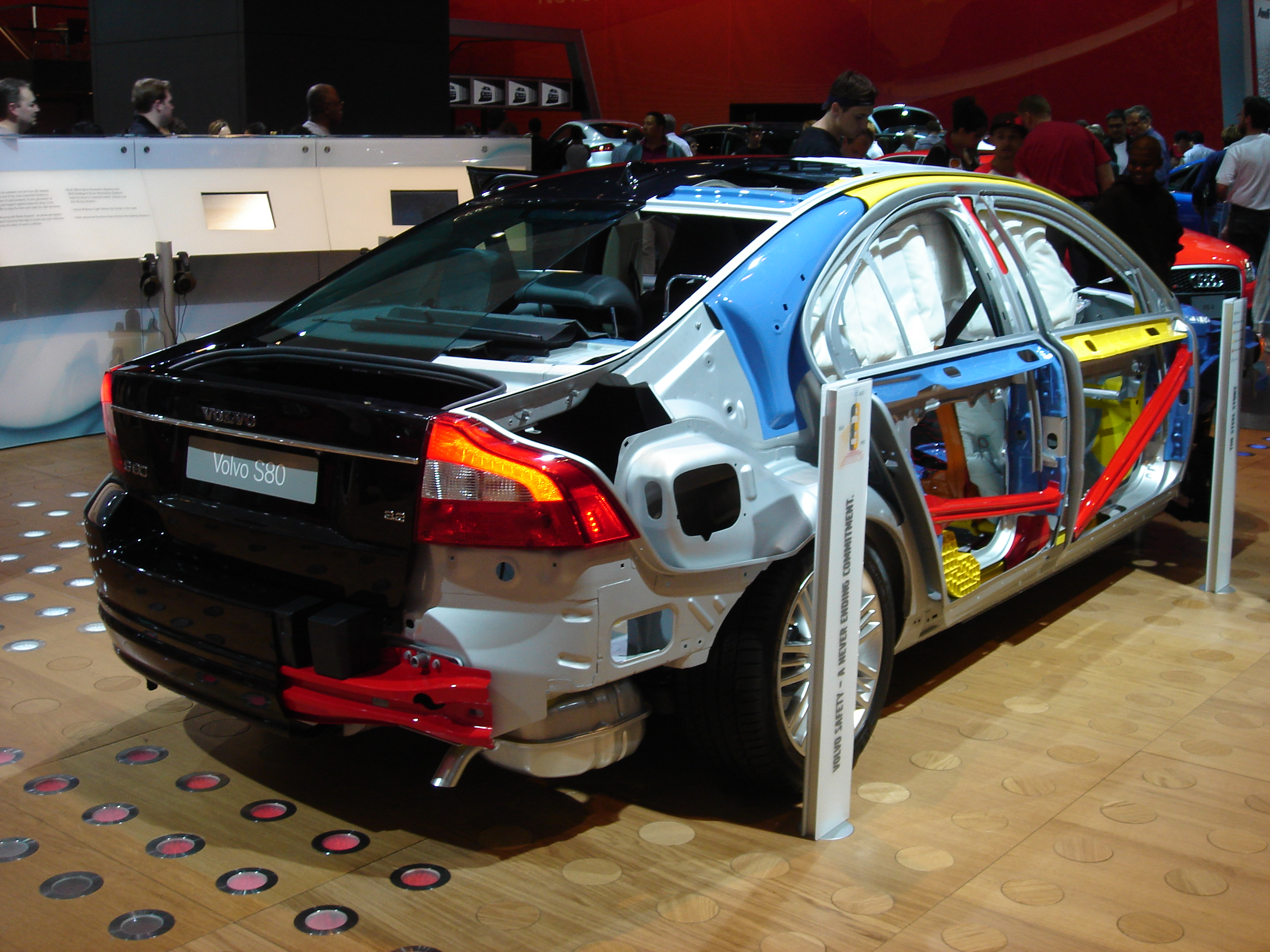
Volvo S80 sistema SIPS

SIPS, acronimo di Side Impact Protection System, è un sistema di protezione sviluppato da Volvo contro gli impatti laterali.
Il sistema SIPS è stato introdotto nel 1991 sulle Volvo Serie 700.
Nel sistema SIPS il sedile del conducente e quello del passeggero sono montati su rotaie trasversali di acciaio e non avvitati al pavimento come invece avviene comunemente.
Il sistema è progettato per distribuire l'energia derivata dall'urto laterale su tutto il lato della macchina piuttosto che sulla sola traversa interessata all'urto.
Nel 1994, inizialmente sulle Volvo 850, il sistema SIPS è stato integrato aggiungendo nei sedili gli Airbag laterali (divenuti di serie nel 1995).
Nel 1999, dapprima sulla Volvo S80, il sistema di protezione SIPS è stato poi integrato includendo anche gli airbag a tendina.